# ФК Борец
ФК „Борец“ е футболен отбор от град Велес, Северна Македония. Клубът играе мачовете си на стадион „Зоран Паунов“. Цветовете на отбора са червено и бяло
Клубът е основан през 1919 година и дава старт на кариерата на много силни македонски футболисти, сред които Зоран Паунов, Илчо Боров, Панче Стоилов и Панче Кюмбев.
Феновете на отбора носят прозвището „гемиджии“, въпреки че първоначално са познати като „вампирите“.

## Трофеи
Македонска републиканска лига:
- Победители (1): 1989

 Втора македонска футболна лига:
- Победители (2): 1996 – 97, 2018 – 19
- Второ място (2): 1995 – 96, 2017 – 18